# Roger II de Sicília
Roger II de Sicília (Mileto, 22 de desembre de 1095 - Palerm, 26 de febrer de 1154), conegut com a Roger el normand, va ser rei de Sicília de la dinastia normanda dels Hauteville, fill del comte Roger I. Va aconseguir unificar sota un únic regne totes les conquestes normandes de la Itàlia meridional i organitzar sota la seva persona un govern centralitzat i eficient.

## Biografia

### Comte
Va néixer el 1095, fill del gran comte Roger I de Sicília i la seva esposa Adelaida del Vasto. Quan l'any 1101 el seu pare va morir, el seu germà gran Simó va heretar Sicília, però quatre anys després Simó va morir i l'herència passa a Roger. Fins a l'any 1112 en què Roger va arribar a la majoria d'edat, el govern va estar a les mans de la seva mare Adelaida, que actuava com a regent.
El 1127 el seu cosí germà Guillem II de la Pulla va morir sense descendència, i Roger va reclamar totes les seves possessions al sud d'Itàlia com a membre de la Casa d'Hauteville més proper. Tot i que el papa Honori II i els mateixos habitants del ducat de la Pulla es van resistir a la unió amb Sicília, van acabar cedint i el setembre de 1129 Roger va ser reconegut com a duc de la Pulla.
A la mort del papa Honori el febrer de 1130 van sorgir dos candidats al tron papal. Roger va donar suport a l'antipapa Anaclet II contra Innocenci II, i a canvi Anaclet va elevar el seu rang de comte a rei. La coronació de Roger com a rei de Sicília va tenir lloc a Palerm el dia de Nadal de l'any 1130.

### Rei

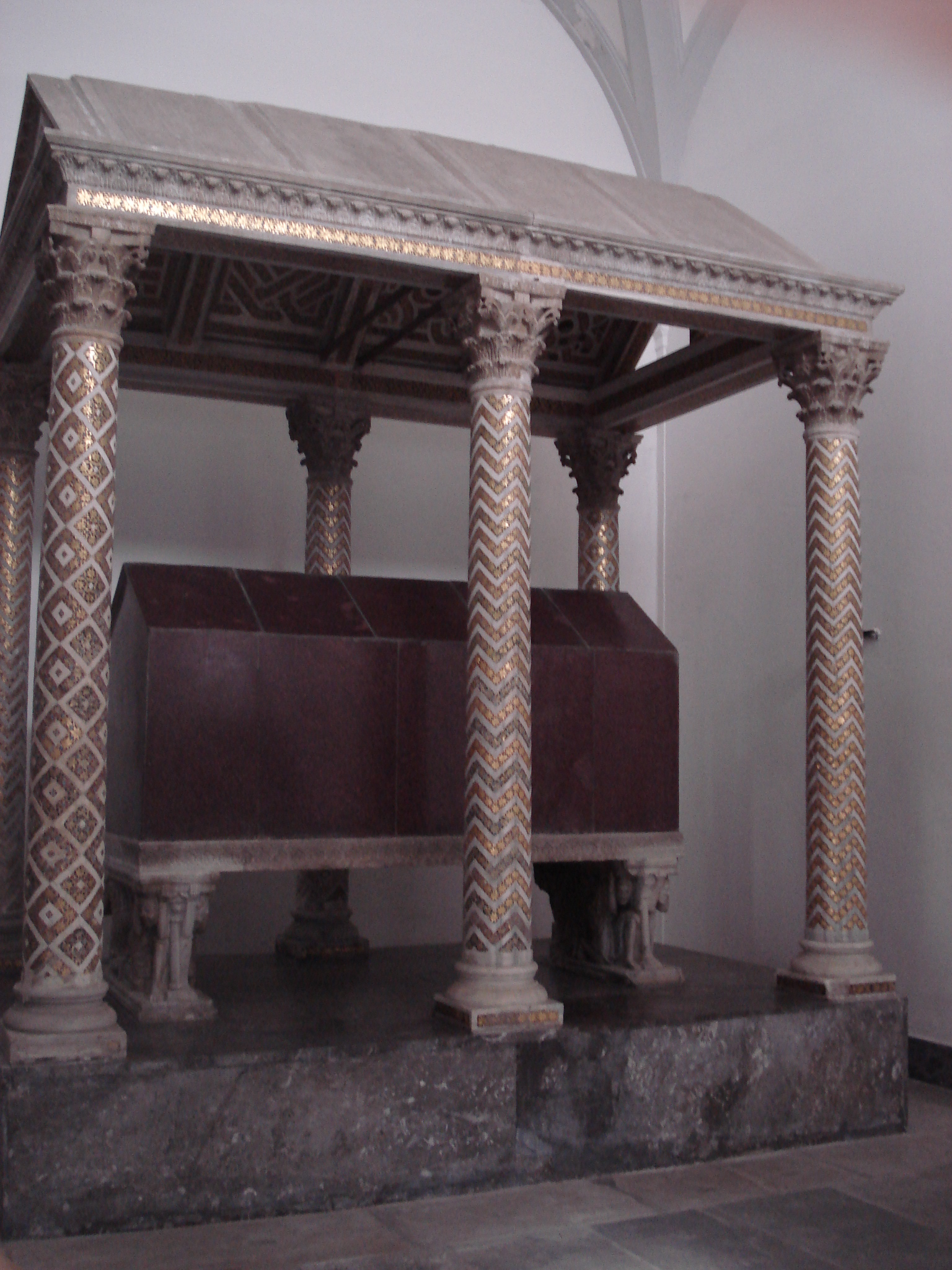
Sarcòfag de Roger II a la Catedral de Palerm

El predicador Bernat de Claravall, ferm partidari d'Innocenci, va organitzar una coalició contra Anaclet II i el seu «rei assalvatjat». Van donar-li suport Lluís VI de França, Enric I d'Anglaterra, i Lotari III del Sacre Imperi. A més, el sud d'Itàlia va revoltar-se contra Roger, però els rebels liderats per Ranulf d'Alife i vencedors a la batalla de Nocera, sense l'assistència de Lotari, que va tornar a Alemanya després de la seva coronació, i d'Innocenci II, que va fugir a Pisa, van perdre els seus territoris i es van rendir en 1134. Roger va sotmetre Pulla, on va sotmetre al príncep de Bari Grimoald i el va substituir pel seu segon fill Tancred. Més endavant expulsaria Robert II de Càpua i entregaria el principat al seu tercer fill Alfons. El seu fill gran Roger va rebre el títol de Duc de la Pulla.
Mentrestant l'emperador Lotari va obtenir el suport de Pisa, Gènova i l'emperador romà d'Orient, que es veien amenaçades per l'expansió del regne normand. El 1136 l'exèrcit imperial, sota el comandament del mateix Lotari i del duc de Baviera Enric l'Orgullós, va arribar a la península on s'afegiren els nobles rebels per assetjar la capital peninsular de Salern. Un cop la ciutat es rendí l'emperador es va dirigir al sud de la Pulla on va prendre Bari (juny de 1137). Amb Roger confinat a l'illa de Sicília, l'emperador va decidir tornar a Alemanya.
Roger va contraatacar ràpidament, desembarcant a Calàbria amb el seu exèrcit i saquejant Pozzuoli, Alife, Càpua, i Avellino. El duc de Nàpols Sergi VII es va veure obligat a sotmetre-s'hi, quedant el ducat napolità integrat definitivament al regne de Sicília. La fortuna de Roger, però, va patir un fort revers quan patí una severa derrota a la batalla de Rignano el 30 d'octubre de 1137. Roger va haver de tornar a fugir a Salern, on rebé notícies de la mort de l'antipapa Anaclet el gener de 1138.
Amb el cisma finalitzat, Roger va intentar que Innocenci II confirmàs el seu títol de rei, però a canvi el papa demanava que el principat de Càpua romangués com un estat independent entre els estats pontificis i el regne normand. Roger no va voler acceptar-ho, i l'estiu de 1139 Innocenci va envair el regne amb un llarg exèrcit però el 22 de juliol de 1139 el papa va caure en una emboscada i fou capturat, i es va veure obligat a acceptar a Roger II com a Rex Siciliae tres dies després pel tractat de Mignano. Els seus fills van posar fi als últims fucus de resistència a la península.
Roger es va convertir en un dels monarques més poderosos d'Europa, i va consolidar Sicília com la potència naval més gran del Mediterrani. Durant la Segona Croada (1147-1148) va aprofitar la situació i es posà del cantó dels sarraïns per atacar l'Imperi Romà d'Orient, tradicional enemic del regne normand.
Va morir a Palerm el 26 de febrer de 1154, i va ser enterrat a la catedral de la ciutat. Va ser succeït pel seu quart fill Guillem.

## Família

### Avantpassats
|  |                      |  |  |  |  |  |  |  |  |  |  |  |  |  |  |  |
|  | Tancred d'Hauteville |  |  |  |  |  |  |  |  |  |  |  |  |  |  |  |
|  |                      |  |  |  |  |  |  |  |  |  |  |  |  |  |  |  |
|  |                      |  |  |  |  |  |  |  |  |  |  |  |  |  |  |  |
|  | Roger I de Sicília   |  |  |  |  |  |  |  |  |  |  |  |  |  |  |  |
|  |                      |  |  |  |  |  |  |  |  |  |  |  |  |  |  |  |
|  |                      |  |  |  |  |  |  |  |  |  |  |  |  |  |  |  |
|  | Fredesinna           |  |  |  |  |  |  |  |  |  |  |  |  |  |  |  |
|  |                      |  |  |  |  |  |  |  |  |  |  |  |  |  |  |  |
|  |                      |  |  |  |  |  |  |  |  |  |  |  |  |  |  |  |
|  | Roger II de Sicília  |  |  |  |  |  |  |  |  |  |  |  |  |  |  |  |
|  |                      |  |  |  |  |  |  |  |  |  |  |  |  |  |  |  |
|  |                      |  |  |  |  |  |  |  |  |  |  |  |  |  |  |  |
|  | Manfred del Vasto    |  |  |  |  |  |  |  |  |  |  |  |  |  |  |  |
|  |                      |  |  |  |  |  |  |  |  |  |  |  |  |  |  |  |
|  |                      |  |  |  |  |  |  |  |  |  |  |  |  |  |  |  |
|  | Adelaida del Vasto   |  |  |  |  |  |  |  |  |  |  |  |  |  |  |  |
|  |                      |  |  |  |  |  |  |  |  |  |  |  |  |  |  |  |
|  |                      |  |  |  |  |  |  |  |  |  |  |  |  |  |  |  |

### Núpcies i descendents
Roger es va casar per primer cop l'any 1117 amb Elvira de Castella (v. 1100 – 1135), filla del rei Alfons VI de Castella. A la mort d'ella es van estendre rumors que Roger també havia mort, ja que el rei es va recloure en un llarg període de dol. Tingueren sis fills:
- Roger (1118-1148), duc d'Apúlia des de 1135.
- Tancred (1119-1138), príncep de Bari des de 1135.
- Alfons (v.1120-1144), príncep de Càpua des de 1135.
- Adelisa (v. 1126-v-1184), comtessa de Florència.
- Guillem (1131-1166), dit el dolent, que succeiria el seu pare com a rei de Sicília.
- Enric (1135-?), morí jove.

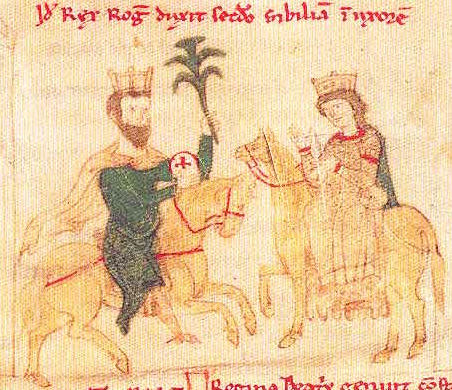
Roger amb Sibil·la, al Liber ad honorem Augusti de Petrus d'Ebuli, 1196

En segones núpcies Roger esposà el 1149 a Sibil·la de Borgonya (1126 – 1150), filla del duc Hug II de Borgonya. Tingueren dos fills:
- Enric (1149-?), morí jove
- ? (1150-1150), mort al part.

El tercer matrimoni de Roger tingué lloc el 1151 amb Beatriu de Rethel (v. 1131 – 1185), besneboda del rei Balduí II de Jerusalem. Van tenir una única filla pòstuma:
- Constança[6] (1154-1198), es casaria amb l'emperador Enric VI de Hohenstaufen, i més tard heretaria la corona de Sicília.

Roger també tingué diversos fills il·legítims, entre els quals hi hagué:
- Marina, es casaria amb el gran almirall Margaritone de Bríndisi.
- Simó, esdevindria Príncep de Tàrent.